# Myxidium obliquelineolatum
Myxidium obliquelineolatum is een microscopische parasiet uit de familie Myxidiidae. Myxidium obliquelineolatum werd in 1984 beschreven door Gaevskaya & Kovaljova. 